# Stazione di Manta
La stazione di Manta è una fermata ferroviaria posta sulla linea Savigliano-Saluzzo-Cuneo che serve il centro abitato di Manta.

## Storia
Con legge del 29 luglio 1879 fu prevista la costruzione di una relazione che mettesse in collegamento Saluzzo con Cuneo. L'incarico al Genio Civile provinciale di redigere un progetto esecutivo fu affidato nel giugno 1883, e lo stesso fu trasmesso l'anno successivo alla Società per le Strade Ferrate del Mediterraneo (SFM) la quale ottenne i relativi finanziamenti con legge del 20 giugno 1888. I lavori, suddivisi su cinque lotti, iniziarono nel marzo 1890 e la ferrovia, ivi compresa la fermata di Manta fu completata il 1 giugno 1892 ad opera della Società per le Strade Ferrate del Mediterraneo.
Nel 1905 la gestione della linea passò alle neocostituite Ferrovie dello Stato. Lontana dal fronte della prima guerra mondiale e poco interessata anche dalle vicende della seconda, non costituendo obiettivo strategico primario, la fermata risentì di tali eventi solo per le conseguenti fluttuazioni della domanda di trasporto, iniziando nel secondo dopoguerra un periodo di costante calo dei proventi da traffico dovuto all'avvento della motorizzazione privata e a un orientamento comune non più favorevole al trasporto su ferro.
A loro volta le FS furono sostituite nel 2001 da Rete Ferroviaria Italiana, che nel 2005 provvedette a un  intervento di ristrutturazione dell'ex fabbricato viaggiatori che consentì di ospitarvi la locale sezione della Croce Rossa.
Con il cambio orario del 17 giugno 2012 venne soppresso il trasporto passeggeri sulla linea Savigliano-Saluzzo-Cuneo, rimasta attiva per il solo traffico merci.
Nel 2024, in seguito a varie manifestazioni dei cittadini che chiedevano a gran voce la riapertura della linea, l'azienda privata di Torino "Longitude Holding S.r.l." con il marchio Arenaways, ha presentato alla regione Piemonte una richiesta formale per la riapertura e l'uso della tratta ferroviaria. Il 27 marzo 2024, il presidente della Regione Piemonte Alberto Cirio ha annunciato la riapertura al traffico ferroviario avvenuta di fatto il 27 gennaio 2025.